# Богдановце
Богдановце (словац. Bohdanovce) — село в округе Кошице-Околье Кошицкого края Словакии. Площадь села — 5,94 км². По состоянию на 31 декабря 2016 года в селе проживало 1063 жителя. Первые упоминания о селе датируются 1335 годом.

## Население
| Год:                | 1994 | 2004    | 2014    | 2024     |
| ------------------- | ---- | ------- | ------- | -------- |
| Количество человек: | 936  | 952     | 1043    | 1176     |
| Разница:            |      | +1,70 % | +9,55 % | +12,75 % |